# Paulie Garand
Paulie Garand, vlastním jménem Pavel Harant (* 17. října 1987, Liberec, Československo), je český rapper a producent. Působí pod vydavatelstvím Ty Nikdy Label, pod kterým v roce 2010 vydal album Harant, v roce 2012 album V hlavní roli, v roce 2014 vydal desku Molo, v listopadu roku 2015 desku Boomerang, v březnu roku 2017 desku Nirvana, v listopadu roku 2018 desku DANK, v roce 2020 vyšly projekty Mezi prsty a Monology. Projekt Mezi prsty byl vytvořen ve spolupráci s DJ Wichem. Na konci roku 2022 vychází deska Amonit, která na začátku roku 2023 dostává svoji deluxe verzi.
Společně s Lipem tvořil rapový projekt BPM (Básníci před mikrofonem), který vydal dvě desky: Slova (2007) a Horizonty (2009) a také získali cenu Akademie populární hudby v kategorii Hip Hop a RnB.
Pauliho hudba si dlouhodobě zakládá na propojení textu a hudby, které dohromady tvoří harmonický celek. Texty nesou myšlenky silně odrážející Garandův život poznamenaný mimo jiné i životem v dříve sudetském Liberci. 
V roce 2013 založil Garand Brand, značku oblečení a doplňků s vlastním designem. Pod touto značkou prodává vlastní merch i jiné oblečení vlastního designu.
Mezi jeho nejznámější skladby patří například "Starkids", "Masky ", "Návraty", "Boomerang", "La Familia", "Pavučina lží", a další.
V únoru 2023 ho na jeho instagramovém účtu sledovalo 110 tis. fanoušků.

## Občanská angažovanost
Paulie Garand natočil v roce 2012 videoklip k písni Pavučina lží, kterým chtěl uctít památku o rok dříve zesnulého architekta Karla Hubáčka. V písni a klipu odkazoval například na tzv. "žlutej úl", tedy před několika lety zbouraný Hubáčkův Obchodní dům Ještěd.

## Diskografie

### Básníci před mikrofonem (Paulie Garand & Lipo)

#### Slova (2007, P.A.trick records)
1. Madam poezie
2. Jarní květy
3. Za hranou stolu
4. Sonáta
5. Kdo nemá co by daroval
6. Ostrovy sutin
7. Jeden z mnoha
8. Nemilostná hrana
9. Zbyl mi jen život
10. David
11. Rozmluva
12. Plameňáci
13. Dvůr plnej listí
14. Černý perly snů

#### Slova: Remixed by Kenny Rough (2008, BPM)
1. Madam poezie
2. Jarní květy
3. Za hranou stolu
4. Sonáta
5. Kdo nemá co by daroval
6. Ostrovy sutin
7. Jeden z mnoha
8. Nemilostná hrana
9. Zbyl mi jen život
10. David
11. Rozmluva
12. Plameňáci
13. Dvůr plnej listí
14. Černý perly snů

#### Horizonty (2009, BPM Records)
1. Chill
2. Horizonty
3. Doba je jenom jedna (feat. Kato)
4. Hlídky noci
5. Kavárenský anonym
6. Cesta Florencie - Řím (feat. Habbiel)
7. Vlci a lvy
8. Trhák
9. Příběhy z předměstí (feat. Lyrik)
10. Heroica (feat. DJ Wich)
11. Elegie
12. Larry
13. Černá s bílou

### Samostatná tvorba

#### Mozoly (2006, FLC Records)
1. Dostih
2. Mozoly feat. Seck
3. Obrazy skutečnosti č.1
4. Postmoderní pláč feat. Lipo
5. Loterie
6. Za naše hodnoty
7. Obchodní dům
8. Je na čase
9. Mozoly RMX feat. Seck
10. A jsi to ty
11. Mezi rozpaky

#### Harant (8. 9. 2010, Ty Nikdy Records)
1. Mámin hodnej syn
2. Loutky feat. Oliver Lowe
3. Nonstop feat. Idea
4. Liberec
5. Forbidden feat. Station Peace
6. Na zem feat.DJ Wich
7. Nejsme nic feat.Lipo a Eki
8. Harant
9. Hood feat.Seck a Rest
10. Časovaná
11. Fame
12. H8
13. Imprese ulic
14. Kotě feat.Eki

| č.  | Skladba                                | Producent                   | Délka |
| --- | -------------------------------------- | --------------------------- | ----- |
| 1.  | "Kevin"                                | Peko                        | 3:27  |
| 2.  | "V cizích rolích"                      | Kenny Rough · ODD           | 3:20  |
| 3.  | "Klid"                                 | Smart                       | 3:48  |
| 4.  | "Beverly Hills"                        | Kenny Rough                 | 3:16  |
| 5.  | "Du s větrem" (featuring Rest)         | ODD                         | 2:53  |
| 6.  | "Monokly"                              | ODD                         | 2:52  |
| 7.  | "Psaní z lahve"                        | DJ Fatte                    | 3:28  |
| 8.  | "Retard"                               | ODD                         | 2:59  |
| 9.  | "Pavučina lží" (featuring Jakub Děkan) | Paulie Garand               | 3:24  |
| 10. | "Pramen"                               | Inphy                       | 2:52  |
| 11. | "VHS" (featuring Erika Fečová)         | Paulie Garand · Kenny Rough | 3:35  |
| 12. | "Nebeská" (featuring Rest)             | Dtonate                     | 3:02  |
| 13. | "Ona" (featuring Karol)                | ODD                         | 3:28  |
| 14. | "Sme co sme" (featuring Lyrik)         | DJ Fatte                    | 3:47  |
| 15. | "Barbarov" (featuring Lipo)            | Kenny Rough                 | 3:53  |
| 16. | "Společenská"                          | Kenny Rough                 | 3:07  |
| 17. | "Schody do podchodů"                   | Kenny Rough                 | 2:40  |
| 18. | "Cesty domů" (featuring Erika Fečová)  | ODD                         | 4:06  |

| č.  | Skladba                            | Producent   | Délka |
| --- | ---------------------------------- | ----------- | ----- |
| 1.  | "Příliv"                           | Kenny Rough | 1:59  |
| 2.  | "Kotvim"                           | Kenny Rough | 4:01  |
| 3.  | "Zázrak" (featuring Supa)          | Kenny Rough | 3:14  |
| 4.  | "Manifest" (featuring Jakub Děkan) | Kenny Rough | 3:50  |
| 5.  | "Molo" (featuring Ego)             | Kenny Rough | 3:47  |
| 6.  | "Kvílení"                          | Kenny Rough | 4:38  |
| 7.  | "La Familia"                       | Kenny Rough | 4:30  |
| 8.  | "Závod" (featuring Restovski)      | Kenny Rough | 4:39  |
| 9.  | "8"                                | Kenny Rough | 4:37  |
| 10. | "Blížíme se ohni"                  | Kenny Rough | 3:05  |
| 11. | "Buscemi" (featuring Beef)         | Kenny Rough | 4:22  |
| 12. | "Interiér" (featuring BoyBand)     | Kenny Rough | 4:26  |
| 13. | "Tuláci" (featuring Chris)         | Kenny Rough | 3:53  |
| 14. | "Samotář"                          | Kenny Rough | 3:50  |
| 15. | "Odliv"                            | Kenny Rough | 1:50  |

| č.  | Skladba                                | Producent   | Délka |
| --- | -------------------------------------- | ----------- | ----- |
| 1.  | "Boomerang" (featuring Martin Svátek)  | Kenny Rough | 4:13  |
| 2.  | "Hladina" (featuring Lenny)            | Kenny Rough | 4:42  |
| 3.  | Nádech (featuring Rest)                | Kenny Rough | 4:53  |
| 4.  | "Šípy"                                 | Kenny Rough | 3:59  |
| 5.  | "Ve spárech" (featuring Tante Elze)    | Kenny Rough | 3:52  |
| 6.  | "Gotham" (featuring Roseck)            | Kenny Rough | 3:50  |
| 7.  | "Kríž"                                 | Kenny Rough | 4:12  |
| 8.  | "Labyrint" (featuring Pil C)           | Kenny Rough | 3:08  |
| 9.  | "L.B.C." (featuring Jakub Děkan)       | Kenny Rough | 3:45  |
| 10. | "Clint Eastwood"                       | Kenny Rough | 3:20  |
| 11. | "Prdele v plamenech" (featuring Separ) | Kenny Rough | 4:00  |
| 12. | "Padělaný sny"                         | Kenny Rough | 4:01  |
| 13. | "Za horizont" (featuring MC Gey)       | Kenny Rough | 4:20  |
| 14. | "Satori"                               | Kenny Rough | 3:28  |
| 15. | "Bez pout" (featuring Lenny a Idea)    | Kenny Rough | 4:31  |

| č.  | Skladba                             | Producent    | Délka |
| --- | ----------------------------------- | ------------ | ----- |
| 1.  | "Nirvana"                           | Kenny Rough  | 3:41  |
| 2.  | "V zrcadle"                         | Kenny Rough  | 3:16  |
| 3.  | "Bali"                              | Maiky Beatz  | 3:36  |
| 4.  | "Neony" (featuring Miris)           | Kenny Rough  | 4:04  |
| 5.  | "Loyalty" (featuring Supa a Idea)   | Kenny Rough  | 4:04  |
| 6.  | "Colosseum"                         | SpecialBeatz | 3:15  |
| 7.  | "Alcatraz" (featuring Adiss)        | DJ Wich      | 3:51  |
| 8.  | "Play"                              | Fiedlerski   | 3:04  |
| 9.  | "Vajgly" (featuring Karlo a DJ Aka) | Inphy        | 3:55  |
| 10  | "Bar(Bar)"                          | DOM (50)     | 2:46  |
| 11. | "Penicilin" (featuring Boy Wonder)  | Grimaso      | 3:27  |
| 12. | "Se mnou"                           | Madskill     | 3:32  |
| 13. | "Re-Generace" (featuring Lenny)     | DJ Wich      | 3:24  |

| č.  | Skladba                                  | Producent   | Délka |
| --- | ---------------------------------------- | ----------- | ----- |
| 1.  | "Ádie" (featuring Grizzly)               | Grizzly     | 4:08  |
| 2.  | "Kolem Stolu" (featuring Separ a Nerieš) | Kenny Rough | 3:58  |
| 3.  | "DANK"                                   | Kenny Rough | 3:41  |
| 4.  | "Oddanost" (featuring Ego)               | Kenny Rough | 4:29  |
| 5.  | "Harantstrasse"                          | Kenny Rough | 3:46  |
| 6.  | "Démoni" (featuring Roseck a Maniak)     | Kenny Rough | 3:26  |
| 7.  | "Návraty"                                | Kenny Rough | 4:32  |
| 8.  | "Past pt.2" (featuring Kali)             | Kenny Rough | 3:55  |
| 9.  | "Sůl nad zlato" (featuring Mons Berry)   | Kenny Rough | 4:30  |
| 10. | "Molotov" (featuring Rest)               | Kenny Rough | 4:30  |
| 11. | "Past pt.3" (featuring Ben Cristovao)    | Kenny Rough | 3:35  |
| 12. | "Nokturno" (featuring Matys)             | Kenny Rough | 2:42  |
| 13. | "Palác" (featuring Jakub Děkan)          | Kenny Rough | 3:45  |
| 14. | "Periferie" (featuring Marcell)          | Kenny Rough | 3:50  |
| 15. | "Foyer" (featuring VR)                   | Kenny Rough | 4:25  |
| 16. | "Srdce z ledu" (featuring Marcell)       | Kenny Rough | 3:40  |
| 17. | "Epitaf"                                 | Kenny Rough | 3:38  |

### Skladby umístěné v žebříčcích
| Rok  | Skladba                                    | CZ Top 100 Digital | Album |
| ---- | ------------------------------------------ | ------------------ | ----- |
| 2014 | "La familia" (Paulie Garand & Kenny Rough) | 33                 | Molo  |
| 2019 | Loco                                       |                    |       |